# Unión Juárez, Siltepec
Unión Juárez är en ort i Mexiko.   Den ligger i kommunen Siltepec och delstaten Chiapas, i den sydöstra delen av landet, 800 km sydost om huvudstaden Mexico City. Unión Juárez ligger 1 521 meter över havet och antalet invånare är 203.
Terrängen runt Unión Juárez är bergig österut, men västerut är den kuperad. Unión Juárez ligger nere i en dal. Runt Unión Juárez är det ganska tätbefolkat, med 83 invånare per kvadratkilometer. Närmaste större samhälle är El Porvenir de Velasco Suárez, 13,9 km öster om Unión Juárez. I omgivningarna runt Unión Juárez växer i huvudsak städsegrön lövskog.